# Phare du Cap Finisterre
Le phare du Cap Finisterre est un phare situé sur le Cap Finisterre, proche de la paroisse civile de Corme Porto dans la commune de Finisterre, dans la province de La Corogne (Galice en Espagne).
Il est géré par l'autorité portuaire de La Corogne.

## Histoire
La décision de construire un phare au Cap Finisterre a été prise en 1843. Il est entré en fonctionnement en 1853. À l'origine d'un système catadioptrique de 1er ordre avec une lampe alimentée à l'huile d'olive. En 1931 l'installation a été électrifiée, et le phare a été dotée au phare de l'appareil optique actuel donnant la caractéristique d'un scintillement blanc toutes les 5 secondes visible, pare temps ordinaire, jusqu'à de 23 milles nautiques (environ 42 km).
Le phare est érigé sur la commune de Finisterre. Le phare est une tour octogonale en granite de 17 m de haut, avec galerie et lanterne, attachée au front d'une grande maison de gardiens de deux étages. La lanterne est argent métallique et la maison est peinte en blanc avec des pierres apparentes. Le phare possède une corne de brume, construite en 1888, émettant deux explosions toutes les minutes qui est placée dans un local technique. Il est l'un des phares les plus célèbres d'Espagne, construit à la fin d'un promontoire étroit à plus de 120 m au-dessus du niveau de la mer, donnant un beau point de vue sur l'Atlantique et étant le point extrême nord-ouest de la Galice. Le phare est la deuxième destination touristique la plus visitée en Galice, après la cathédrale de Saint-Jacques-de-Compostelle.
Identifiant : ARLHS : SPA026 ; ES-03900 - Amirauté : D1742 - NGA : 2664.
|                |
| Cap Finisterre |

|          |
| Le phare |

|          |
| Le phare |

### Lien connexe
- Liste des phares d'Espagne